# West Chop Club Historic District
Der West Chop Club Historic District ist ein rund 17 Acres (6,9 ha) umfassender Historic District in Tisbury auf Martha’s Vineyard im Bundesstaat Massachusetts der Vereinigten Staaten. Er wurde 2007 in das National Register of Historic Places eingetragen und beinhaltet fünf Gebäude sowie vier weitere Bauwerke als sog. Contributing Properties.

## Beschreibung des Distrikts
Der als Historischer Distrikt eingetragene Bereich befindet sich am nördlichsten Punkt von Martha’s Vineyard auf der Halbinsel West Chop auf der Westseite des Vineyard Haven Harbor. Zum Distrikt gehören mehrere Bauwerke entlang der Iroquois Avenue sowie ein Teilbereich des rund 2.000 ft (609,6 m) langen Strandabschnitts. Die vier Hauptgebäude des Distrikts wurden gemeinsam mit der Seebrücke zwischen 1889 und 1900 von der West Chop Land Company errichtet. 1911 erwarb der West Chop Trust das Gebiet und die Gebäude des heutigen historischen Distrikts und ist bis heute der Eigentümer. Der namensgebende West Chop Club wurde vom West Chop Trust in den 1960er Jahren als Privatclub gegründet.
Die Halbinsel ist dünn besiedelt und dicht mit Wald bewachsen. Das erste dauerhafte Bauwerk in dieser Gegend war das 1817 errichtete und ebenfalls im NRHP eingetragene West Chop Lighthouse am Ostufer von West Chop, das an den Distrikt zwar angrenzt, sich jedoch außerhalb seiner Grenzen befindet. Südwestlich und ebenso außerhalb des Distrikts liegt der Golfplatz Minks Meadow Golf Course.

### Contributing Properties

#### The Cedars
Das Gebäude The Cedars wurde um 1888 im Shingle-Style errichtet und verfügt über zweieinhalb Stockwerke. Es bekam seinen Namen von hochgewachsenen Weißen Scheinzypressen (englisch cedar), die neben anderen Gewächsen auf dem zugehörigen Grundstück stehen. Das Dach des Hauses ist zum größten Teil mit weißen Holzschindeln gedeckt, während die Dachrinnen, Regenrohre und ihre Befestigungen aus verzinktem Stahl bestehen. Das Gebäude wurde nach einem Brand im Jahr 1977 und noch einmal in den 1990er Jahren renoviert.

#### Cottage
Das Cottage (deutsch Landhaus) steht etwa 150 ft (45,7 m) abseits der Iroquois Avenue in unmittelbarer östlicher Nachbarschaft zum Cedars und westlich des Casinos. Das Gebäude wurde ursprünglich 1888 an einem Standort in der Nähe der Seebrücke im Shingle-Style errichtet und 1911 an seinen heutigen Standort versetzt. Es weist einen rechteckigen Grundriss auf und besitzt nur ein Stockwerk. Das Gebäude besteht zum einen aus einem quadratischen Bereich mit leicht konvexem, pyramidenförmigem Walmdach, zum anderen aus einer rechteckigen Sektion mit Giebeldach, die wahrscheinlich später hinzugefügt wurde.

#### Casino
Das um 1889 ebenfalls im Shingle-Style errichtete Casino verfügt über einen L-förmigen Grundriss mit Mansarddach und ragt zwei Stockwerke auf. An der Südseite des Gebäudes befindet sich eine überdachte, in den 1990er Jahren rekonstruierte Veranda, auf der Vorderseite gibt es zwei Dachgauben mit Giebeldach. Die Dachflächen des Hauses sind mit modernen Schindeln aus Asphalt gedeckt, während die Außenwände mit Schindeln aus dem Holz der Weißen Scheinzypresse verkleidet sind.

#### West Chop Inn
Das an der Adresse 162 Iroquois Avenue stehende Gebäude besitzt einen T-förmigen Grundriss und ist zwei Stockwerke hoch. Es besteht zum einen aus einem rechtwinklig zur Straße ausgerichteten, rechteckigen Block mit Walmdach, zum anderen aus einer ebenfalls rechteckigen, parallel zur Straße liegenden Sektion mit Giebeldach. Das Haus wurde ursprünglich 1892 errichtet und in den folgenden Jahren immer weiter aus- und umgebaut. Die Dachflächen sind mit Asphaltschindeln gedeckt, die Außenwände sind mit Holzschindeln verkleidet. Um einen großen Teil des Gebäudes herum verläuft eine überdachte Veranda.

#### West Chop Post Office
Das um 1900 im Tudor-Revival-Stil mit eineinhalb Stockwerken errichtete Gebäude verfügt über ein Giebeldach, das mit Holzschindeln gedeckt ist. Die Ostseite des Dachs weist eine Dachgaube mit Giebeldach auf. An der Gebäuderückseite befindet sich eine Veranda. Das Haus beherbergt einen Dorfladen sowie in den Sommermonaten die namensgebende Postfiliale (englisch post office). Eigentümer und Betreiber ist der West Chop Club.

#### Seebrücke
Die als Big Pier bekannte Seebrücke wurde ca. 1888 errichtet und ragt von der Main Street bzw. der Waronco Avenue aus in den Vineyard Sound hinein. Sie ruht auf zwei Reihen mit jeweils 16 Holzpfählen und ist ebenfalls mit Holz gedeckt. Wasserseitig verfügt sie über eine Schwimmplattform und eine Treppe bis zur Wasserlinie. Die heutige Seebrücke ist wesentlich kürzer als bei ihrer Einweihung und wurde jeweils aufgrund starker Sturmschäden mehrfach neu gebaut.

#### Hafendamm
Der aus Steinen konstruierte Damm markiert das östliche Ende des Strandabschnitts, der dem West Chop Club gehört. Er wurde erstmals in der ersten Hälfte des 20. Jahrhunderts angelegt und in den 1970er Jahren neu befestigt und optisch umgestaltet.

#### Tennisplätze
Von den innerhalb der Grenzen des historischen Distrikts liegenden fünf Tennisplätzen wurden lediglich die beiden ältesten als zur historischen Bedeutung beitragend bewertet. Sie wurden um 1911 angelegt und befinden sich westlich des West Chop Inn zwischen dem Casino und dem Post Office.

### Noncontributing Properties
Als nicht zur historischen Bedeutung beitragend (englisch noncontributing) wurden zwei Personalgebäude, die drei verbliebenen Tennisplätze aus den 1970er Jahren südlich des West Chop Inn, ein Fahnenmast, ein Spielplatz sowie einige Sitzbänke eingestuft. Die Häuser für das Dienstpersonal wurden 1960 bzw. 1990 errichtet und befinden sich östlich des West Chop Inn. Der Fahnenmast steht an der Kreuzung von Main Street und Iroquois Avenue. Eine Plakette erinnert an Philip Leverett Saltonstall, der einer der drei ersten Bevollmächtigten des West Chop Club war.